# Kungsholmen
Kungsholmen est une île de Stockholm en Suède sur le lac Mälar, et qui a donné son nom à un district de Kungsholmen.

## Géographie
Kungsholmen a une superficie de 3,9 kilomètres carrés pour 8 900 mètres de côtes. Son point culminant est Stadshagsplan, à 47 mètres d'altitude.
La population totale est de 71 542 habitants (31 décembre 2020).
Elle est divisée en cinq quartiers : Kungsholmen, Marieberg, Fredhäll, Kristineberg et Stadshagen.
On y trouve l'imposant hôtel de ville de Stockholm (Stadshuset), où se déroule le banquet Nobel chaque année.
L'île est entourée de Riddarfjärden, Mariebergsfjärden, Mariebergssundet, Essingefjärden, Tranebergssund, Ulvsundasjön, Karlbergskanalen, Karlbergssjön, Barnhusviken et Klara sjö. 
Au sud de Kungsholmen se trouvent les îles de Södermalm, Långholmen et Lilla Essingen. 
Le continent se trouve à l'ouest (Bromma), au nord (commune de Solna) et à l'est (Norrmalm).
L'île est parcourue du nord au sud par la Essingeleden, un tronçon de la route européenne 4, qui relie la commune de Solna à l'île de Lilla Essingen par le pont Essingebron.

## Histoire
Au XVe siècle, Kungsholmen était habitée par des moines de l'ordre franciscain et était alors nommée Munklägret (« le camp des moines »). Ils vivaient principalement de pêche et d'agriculture. Avec la Réforme, l'île est placée sous la protection de la couronne suédoise au XVIe siècle.

## Galerie

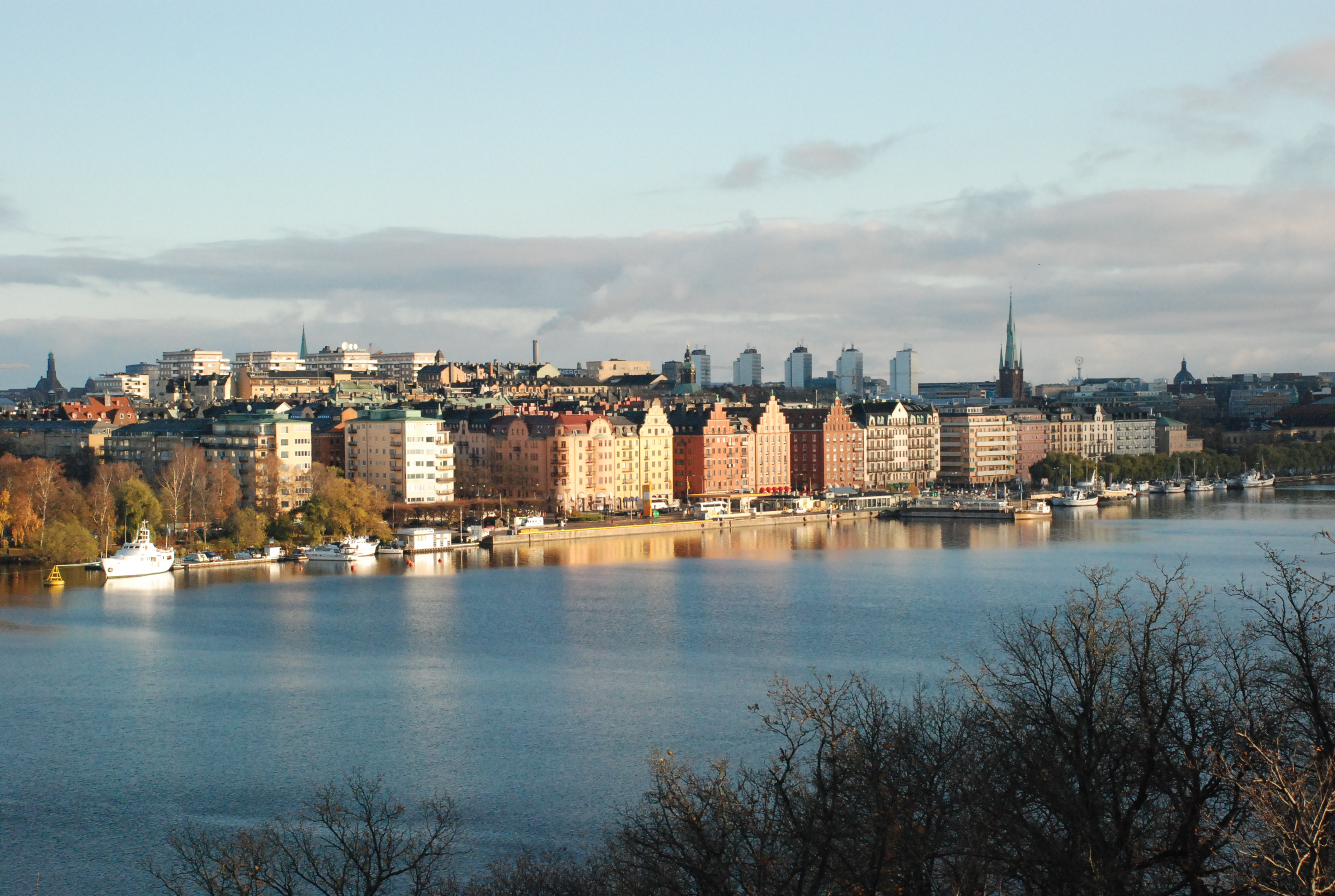
Rives de Kungsholmen.
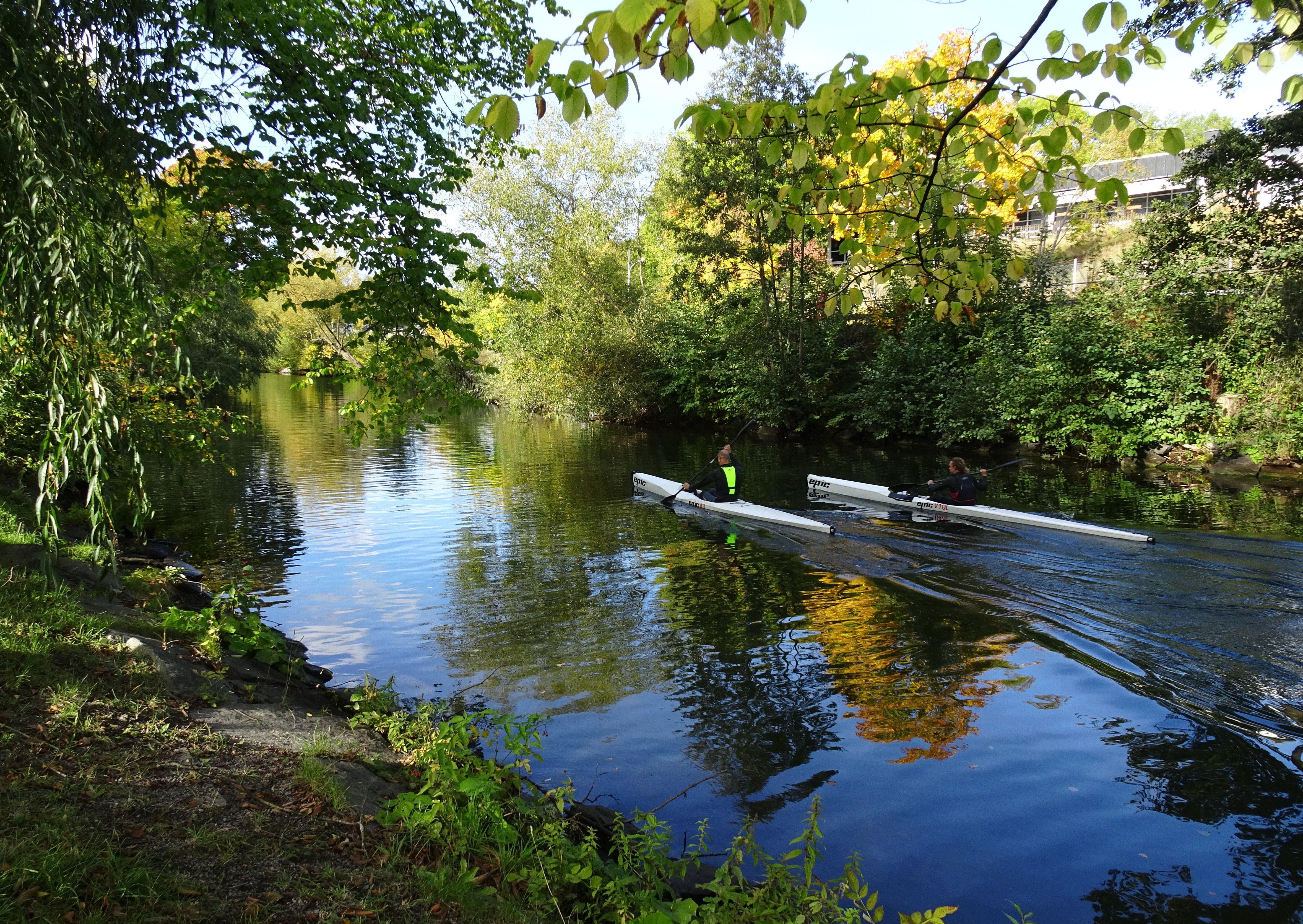
Canal de Karlberg
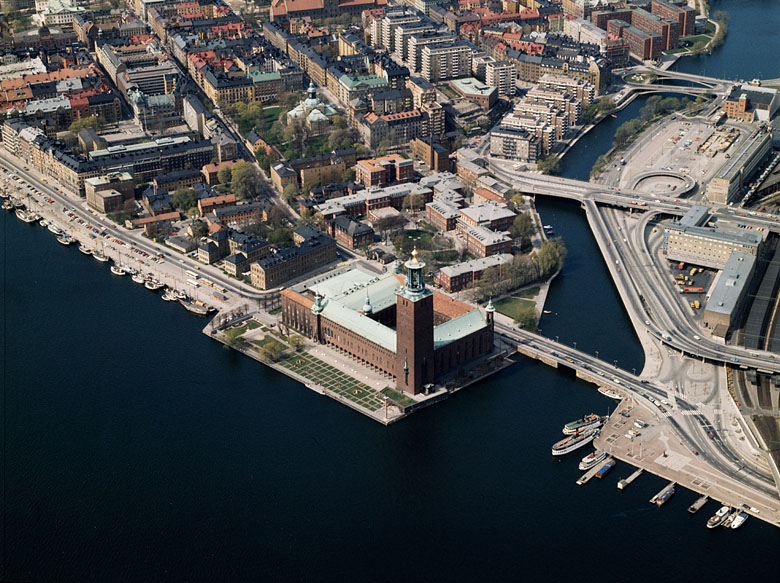
Extrémité sud-est.
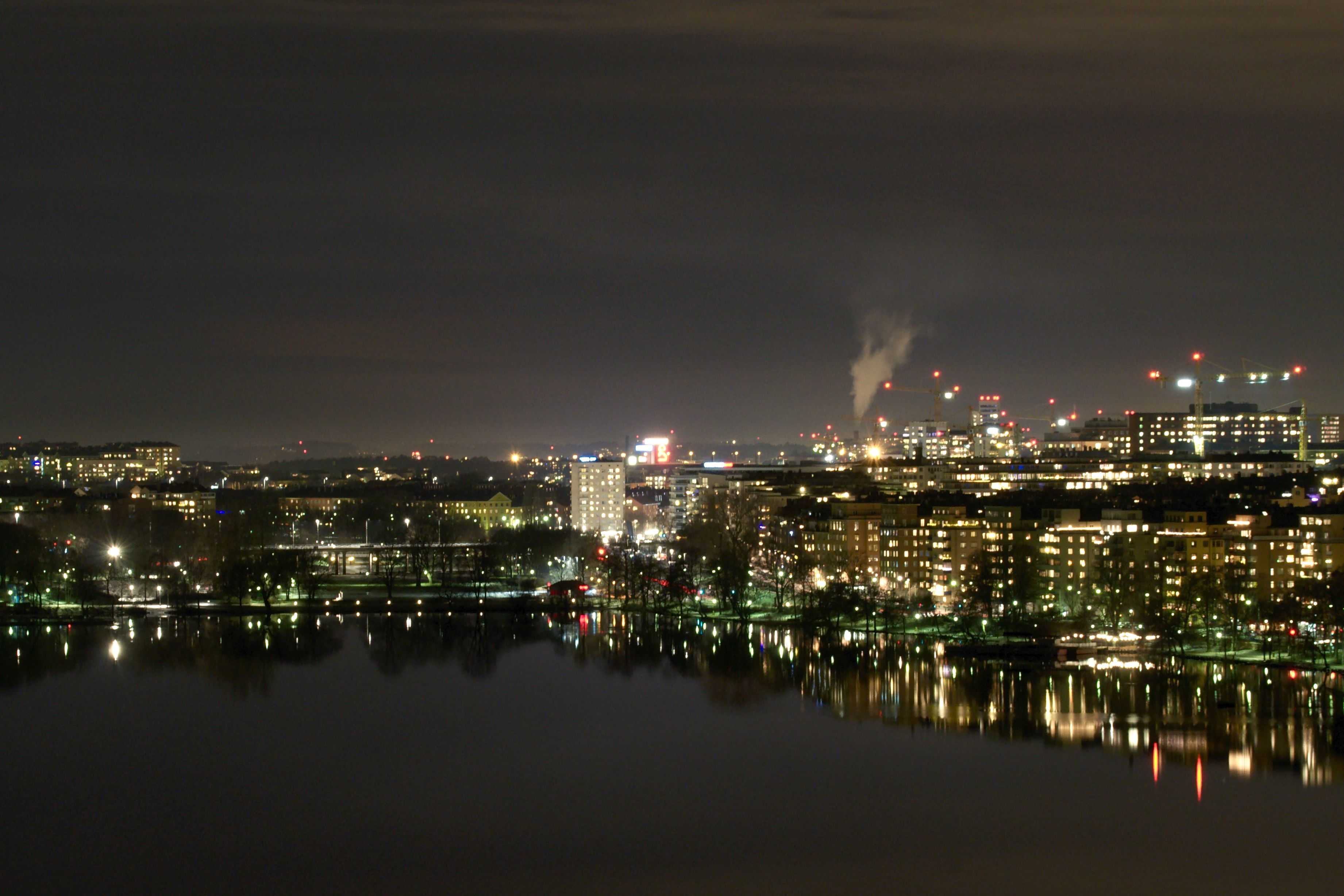